# Les Aventures du Chat potté
Les Aventures du Chat potté (The Adventures of Puss in Boots) est une série d'animation en 3D américaine en 78 épisodes de 22 minutes mettant en vedette le Chat potté d'après la franchise Shrek et diffusée entre le 16 janvier 2015 et le 26 janvier 2018 sur le service de streaming Netflix.
En France, elle est également diffusée depuis le 9 septembre 2017 sur Canal J, en Belgique dès décembre 2017 sur OUFtivi et au Québec à partir du 17 décembre 2017 à Télé-Québec.

## Synopsis
Le Chat potté doit combattre des légions sans fin d'envahisseurs afin de protéger la ville jusqu'ici cachée de San Lorenzo, après que ses actions ont involontairement cassé le sort qui protégeait son légendaire trésor mystique du reste du monde.

## Fiche technique
Sauf indication contraire, les informations mentionnées dans cette section peuvent être confirmées par la base de données cinématographiques IMDb,  présente dans la section « Liens externes ».
- Titre original : The Adventures of Puss in Boots
- Titre français : Les Aventures du Chat potté
- Réalisation : Johnny Castuciano, Roy Burdine, Ben Juwono, Dan Forgione, Douglas Lovelace et James Hull
- Scénario : Jesse Porter, Greg White, Julia Yorks, Ben Blacker, Ben Acker et Doug Langdale (en)
- Direction artistique : Edison Yan et Kory Heinzen
- Montage : Myra Lopez
- Musique : Shawn Patterson (en)
- Casting : Ania O'Hare et Cymbre Walk
- Production : Lane Lueras
  - Production déléguée : Doug Langdale
  - Production exécutive : Mathias Dougherty et Natasha Abrahams
- Société de production : DreamWorks Animation Television
- Pays d'origine :  États-Unis
- Langue originale : anglais
- Genre : aventure, comédie
- Durée : 22 minutes

## Distribution

### Voix originales
- Eric Bauza : le Chat potté
- Jayma Mays : Dulcinea
- Paul Rugg (en) : Artephius
- Carla Jimenez (en) : Señora Zapata
- Carlos Alazraqui : le maire Temoroso
- Laraine Newman : Vachetta
- Joshua Rush : Toby
- Grey DeLisle : Vina, Sphinx
- Candi Milo : l'enfant au cornichon
- Ariebella Makana : Esmée
- Candi Milo : Cleevil
- John Leguizamo : Jack Sprat

### Voix françaises
- Boris Rehlinger : le Chat potté
- Adeline Chetail : Dulcinea
- Pierre-François Pistorio : Artephius / Uli
- Laura Zichy : Señora Zapata / Vachetta
- Marc Perez : le maire Temoroso
- Léopoldine Serre : Toby / Tite Pequeña
- Geneviève Doang : Vina / l'enfant au cornichon
- Anouck Hautbois : Esmée / Calamité
- Brigitte Virtudes : Sphinx / Callista / La Duchesse
- Alexis Tomassian : Jack Sprat
- Sébastien Ossard : Alistair / Potté dos / Jim / Eames
- Patrick Béthune : le Gant Blanc / El Moco / le Cimeterre
- Pascal Nowak : Parthélémy / l’Étoile
- Bruno Magne : Brandt / Tranche
- Gilduin Tissier : Roi des Taupes / Sino / Golem / Fine lame / Brad
- Armelle Gallaud : la Reine des Megamicres
- Marie Zidi : Fidji
- Juliette Degenne : La joueuse de flûte
- Emmanuel Lemire : Taranis
- Julien Chatelet : Toutatis
- Yann Sundberg : Capitaine Alonson
- Pascal Casanova : Bonky
- Patrice Dozier : empereur des sirènes
- Adeline Moreau : Malveillanta
- Ariane Deviègue : Malaranea
- Géraldine Asselin : Alexandra
- Mireille Delcroix : Miguela
- Catherine Davenier : Roz
- Benjamin Gasquet : Angus
- Sybille Tureau : Mary
- Emmanuel Garijo : Porastilion
- Martine Irzenski : Sally
- Emmanuel Curtil : Tim
- Léovanie Raud : Sheila
- Colette Venhard : Hecate
- Vanina Pradier : Zuva
- Michel Vigné : La panthère écarlate
- Sylvain Agaësse : Guy Renard
- Frédéric Souterelle : le Loup Sanguinaire

- Version française :
  - Société de doublage : Mediadub International, puis les Studios de Saint-Ouen[5]
  - Direction artistique : Eric Sola et Pauline Brunel[5]
  - Adaptation des dialogues : Nathalie Castellani[5]

 Source et légende : version française (VF) sur RS Doublage.

## Production
La série fut annoncée en mars 2014, celle-ci faisant partie d'un accord entre Netflix et DreamWorks Animation, accord sous lequel le studio développera plus de 300 heures de programmation exclusivement pour le service en ligne. Les Aventures du Chat potté s'achève après les soixante-dix-huit épisodes prévus pour la série.

## Épisodes

### Première saison (2015)
Le premier bloc de cinq épisodes est sorti le 16 janvier 2015, le deuxième le 8 mai 2015 et le troisième et dernier de la saison le 28 septembre 2015.
1. Le Secret (Hidden)
2. Le Sphinx (Sphinx)
3. Frères (Brothers)
4. La Duchesse (Duchess)
5. L'Aventure (Adventure)
6. La Fontaine (Fountains)
7. Bravoure (Bravery)
8. Golem (Golem)
9. Les Bottes magiques (Boots)
10. Le Pouvoir de l'épée (Sword)
11. La Souris (Mouse)
12. Le Gobelin (Goblin)
13. L'Étoile (Star)
14. Les Cochons (Pigs)
15. La Chance (Luck)

### Deuxième saison (2015)
L'intégralité de la seconde saison est sortie le 11 décembre 2015.
1. Le Dragon (Dragon)
2. Les Taupes (Moles)
3. La Sirène (Mermaid)
4. Les Abeilles (Bees)
5. Toujours prêts (Squad)
6. Sortilèges (Spells)
7. Le Cimeterre (Scimitar)
8. Histoires (Stories)
9. La Sphère (Sphere)
10. Si (Si)
11. No? (No?)

### Troisième saison (2016)
L'intégralité de la troisième saison est sortie le 15 juillet 2016.
1. Le Minet en chaussures (Bootless Cries)
2. Le Héros de la grande prophétie (Sullen Earth)
3. Le Vilain Petit Canard (Ugly Duckling)
4. Les Muscles (The Muscle)
5. L'Épéiste (Sword's Man)
6. L'Homme caprin (Escape Goat)
7. L'Exacte copie (Copy Cat)
8. Pile ou face (Coin Toss)
9. Le Roi au Cornichon (King Pickles)
10. Le Trésor de San Losano (Pirate Booty)
11. Poisson chat (Cat Fish)
12. Le Perroquet perdu (Parrot Booty)
13. Amis squelettes (Skeleton Town)

### Quatrième saison (2016)
L'intégralité de la quatrième saison est sortie le 16 décembre 2016.
1. Déjà-vu (Familiar Feeling)
2. En plein cauchemar... (In Dreams)
3. Fluteus Maximus (Fluteus Maximus)
4. Potté Crusoé (Prey Time)
5. Trop bonne école (Breaking Good)
6. Écrit par... (Written by)
7. Monstruosité distinguée (Fancy Beast)
8. Combat de Titan (Titan Up)
9. Vachetta la guerrière (Boar Games)
10. Du changement... (Small Change)
11. Mon petit agneau ! (Little Lamb)
12. L'Obélisque (The Obelisk)
13. Le Loup sanguinaire (The Bloodwolf)

### Épisode spécial (2017)
Le 20 juin 2017, un épisode spécial interactif, nommé L'Épopée du Chat potté : Prisonnier d'un conte (Puss in Book: Trapped in an Epic Tale), sort également sur Netflix.

### Cinquième saison (2017)
L'intégralité de la cinquième saison est sortie le 28 juillet 2017.
1. Le Bon acolyte (Second to One)
2. Ceci n'est pas un exercice (Not A Drill)
3. Caballo Sin Cabeza (Caballo Sin Cabeza)
4. Mon gentil démon (My Fair Demon)
5. Trop de Chat potté ! (Too Many Cats)
6. Avant qu'ils n'éclosent (Before They Hatch)
7. Le Monstre de glace fond (The Iceman Melteth)
8. Un cochon et des roses (Swine and Roses)
9. La Grande pestilence (The Great Stink)
10. Danse avec un dingo (Dances with Dingoes)
11. Oublie-moi (Remember Me Not)
12. Dans la grotte infinie (Through Caverns Measureless)
13. Un lieu mystérieux (A Savage Place)

### Sixième saison (2018)
L'intégralité de la sixième et dernière saison est sortie le 26 janvier 2018.
1. Sauvez la ville ! (Save the Town)
2. Sauve le chat (Save the Cat)
3. Un enfant, une famille (Lost and Foundlings)
4. La Panthère écarlate (The Scarlet Panther)
5. Vachetta sert les esprits (Pajuna Serves Spirits)
6. Un tout dernier contrat (One Last Jobs)
7. Rusé comme un renard (Like a Fox)
8. Ce n'est pas un rendez-vous romantique (Not a Date)
9. Tranche et Potté sont sur un bateau (Flock the Boat)
10. Gloire à Potté (All Hail, Puss!)
11. Le Doigt en mouvement écrit (The Moving Finger Writes)
12. Et, ayant écrit, continue (And, Having Writ, Moves On)

## Bande dessinée
Aux États-Unis, Titan Books a édité une série de bande dessinée également nommée Les Aventures du Chat potté. Composée de quatre numéros, le premier est paru le 20 avril 2016, le second le 18 mai 2016, le troisième le 22 juin 2016 et le quatrième le 3 août 2016. Deux romans graphiques sont également sortis en novembre 2016.

## Récompenses et nominations
| Année | Récompense | Catégorie                                               | Récipiendaire | Résultat   |
| ----- | --- | ------------------------------------------------------- | --- | ---------- |
| 2016  | Casting Society of America                                                                                           | Meilleur casting d'une série d'animation pour enfants   | Ania O'Hare | Nomination |
| 2016  | Annie Awards |                                                         | | Nomination |
| 2016  | Meilleur storyboard d'une série d'animation                                                                          | Ben Juwono pour l'épisode Le Secret                     | | Nomination |
| 2016  | Meilleure performance vocale dans une série d'animation                                                              | Eric Bauza pour le Chat potté                           | | Nomination |
| 2016  | Daytime Emmy Awards,                                                                                                 | Meilleur casting d'une série d'animation                | Ania O'Hare | Lauréat    |
| 2016  | Daytime Emmy Awards,                                                                                                 | Meilleure composition et direction musicale             | Shawn Patterson (en)                                                                                                   | Nomination |
| 2016  | Daytime Emmy Awards,                                                                                                 | Meilleure performance vocale dans une série d'animation | Eric Bauza pour le Chat potté                                                                                          | Nomination |
| 2017  | Annie Awards | Meilleur storyboard d'une série d'animation             | Ben Juwono pour l'épisode Potté Crusoé                                                                                 | Nomination |
| 2017  | Daytime Emmy Awards                                                                                                  | Meilleur montage audio - Animation                      | Shawn Bohonos, Robbi Smith, Heather Olsen, David Bonilla, Shaun Cunningham, Aran Tanchum et J. Lampinen                | Nomination |
| 2018  | Motion Picture Sound Editors Awards                                                                                  | Meilleur montage audio - Animation                      | Heather Olsen, Shawn Bohonos, Robbi Smith, David Bonilla, Chris Coyne et J. Lampinen pour l'épisode Un lieu mystérieux | Nomination |
| 2018  | Daytime Emmy Awards                                                                                                  | Meilleur montage audio - Animation                      | | Nomination |
| 2018  | Heather Olsen, Shawn Bohonos, Robbi Smith, David Bonilla, Shaun Cunningham, Rich Danhakl, Chris Coyne et J. Lampinen | Meilleur montage audio - Animation                      | | Nomination |
| 2018  | Meilleur mixage audio - Animation                                                                                    | Fil Brown et Melissa Ellis                              | | Nomination |
| 2018  | Meilleur épisode spécial - Animation                                                                                 | L'Épopée du Chat potté : Prisonnier d'un conte          | | Nomination |